# Les Complexes personnels
 (avril 2025).
Motif : Absence de sources et travail inédit
- Archive Wikiwix
- Bing
- Cairn
- DuckDuckGo
- E. Universalis
- Gallica
- Google
- G. Books
- G. News
- G. Scholar
- Persée
- Qwant
- (zh) Baidu
- (ru) Yandex
- (wd) trouver des œuvres sur Wikidata

| 1. | Préciser le motif de la pose du bandeau. | Précisez le motif de la pose du bandeau en utilisant la syntaxe suivante : {{admissibilité à vérifier\|date=avril 2025\|motif=remplacez ce texte par le motif}}                               |
| 2. | Informer les utilisateurs concernés.     | Pensez à avertir le créateur de l'article, par exemple, en insérant le code ci-dessous sur sa page de discussion : {{subst:avertissement admissibilité à vérifier\|Les Complexes personnels}} |

Les complexes personnels est un ouvrage du psycho-sociologue et psychopédagogue français Roger Mucchielli qui traite des contours de cette notion, de ses difficultés d'approche, des moyens de traitement existant et paru aux éditions ESF en 1999 dans la collection Éducation permanente.

## Introduction
Le terme « complexe » qui provient de la psychanalyse, a bien sûr subi de nombreuses déformations en passant dans le langage courant ; d'où les difficultés pour aborder cette notion.
En effet, au-delà du sens général couramment admis, il s'agit de cerner les types de difficultés ou de problèmes qu'il engendre, d'aborder la psychologie de la personnalité et de ses déviances.

## Psychanalyse et théorie des complexes
Pour Jung le complexe est un phénomène parasite dont on doit se débarrasser. Pour Freud il existe un complexe moteur, le complexe d'Œdipe, dont la résolution conditionne le développement de la personnalité. Mais il est assez rare que cette résolution soit complète comme en témoigne Stendhal dans son autobiographie La vie de Henri Brulard. Freud cite aussi les cas de jalousie excessive ou le traumatisme de la naissance. Adler, autre disciple de Freud, privilégie aussi un complexe qu'il considère comme expliquant tous les autres : le complexe d'infériorité.

## La structure de la personnalité
Au-delà de ces différentes approches, ce qui est certain, c'est que les complexes sont des centres de tendances et de souvenirs inconscients où, dans les cas les plus graves, le « Moi » s'investit totalement. Ces éléments de la personnalité sont le produit d'un vécu intériorisé par l'individu, intégré à ses croyances, à sa « carte de vie ». C'est l'école « culturaliste » de Ralph Linton et Margaret Mead qui a mis en lumière les facteurs socio-culturels de la personnalité. Le milieu culturel et naturel induit des « schèmes » de comportement, la vie insulaire ou nomade déterminant également la mentalité de telle ou telle personne.
Pour éviter une tension destructrice, « névrogène », le Moi est capable de se défendre en recherchant un nouvel équilibre puis de le maintenir. Il dispose de mécanismes de défense, dont Freud dit que « le Moi se sert des sensations d'angoisse comme d'un signal d'alarme menaçant son intégrité. »

## Le traitement des complexes
Les complexes peuvent évoluer favorablement (par compensation et sublimation), se stabiliser en manifestations particulières (phobies, manies...) ou s'aggraver par des processus névrotiques.
Pour les traiter, il existe trois grands types de moyens : les techniques de déconditionnement, les psychothérapies et la prise de conscience. L'automatisme de la réaction d'un complexe est une réponse à un stimulus qu'il est possible d'isoler et ainsi de reconnaître. À partir de ce constat, est née l'idée d'un « déconditionnement dirigé » pour éradiquer le conditionnement initial appris et lui substituer une nouvelle réponse mieux adaptée à l'événement générateur de ce comportement. 
En matière de psychothérapie, c’est surtout « la méthode non-directive » de Carl Rogers qui est utilisée. Selon Rogers, les sentiments authentiques niés par le Moi provoquent une scission intérieure. (ou déficience de congruence) La personne doit peu à peu accepter ses sentiments négatifs (peur, colère...) en s'écoutant et en s'acceptant, en les « apprivoisant » et en diminuant la propension à se juger. Le thérapeute doit lui-même éviter tout jugement, toute attitude négative. (« Être en congruence avec son interlocuteur » dit Rogers), accepter l'autre tel qu'il est et favoriser son expression.
Les thérapies de groupe, et en particulier le psychodrame basé sur l'exploitation du jeu dramatique avec un public et une distribution des rôles, reposent sur des procédés dont les plus simples sont « l'effet miroir » avec un tiers qui renvoie les questionnements, le « changement forcé de rôle » qui oblige à épouser le raisonnement d'autrui... Toutes ces méthodes reposent finalement sur une prise de conscience du changement de sens par le sujet avec le rôle critique de la conscience de soi, dans une situation perçue différemment par une personne dont le comportement peut alors évoluer dans un sens favorable.